# (4015) Wilson-Harrington
(4015) Wilson-Harrington ist ein erdnaher Asteroid (Gruppe der erdnahen Objekte), der am 15. November 1979 von Eleanor F. Helin am Mount Palomar Observatorium wiederentdeckt wurde.
Der Asteroid ist nach den beiden US-amerikanischen Astronomen und gemeinsamen Entdeckern Albert George Wilson und Robert G. Harrington benannt. Diese hatten den Himmelskörper bereits 30 Jahre zuvor, am 19. November 1949 ebenfalls am Mount Palomar entdeckt, allerdings reichten die wenigen Aufnahmen nicht aus, als dass man damit hätte eine hinreichend präzise Bestimmung der Bahnparameter vornehmen können, und so ging der Asteroid wieder verloren. Auf den damaligen Aufnahmen zeigten sich Hinweise auf eine kometenhafte Natur des Himmelskörpers, der deshalb als periodischer Komet die Bezeichnung 107P/Wilson-Harrington erhielt.
Auf neueren Aufnahmen, die seit der Wiederentdeckung durch Helin gewonnen wurden, konnten keine weiteren Anzeichen für einen Kometen gefunden werden. Es wird daher vermutet, dass es sich hier um einen erloschenen, inaktiven Kometenkern handelt, der nur noch gelegentliche Ausbrüche zeigt. Die mit 0,624 für einen Asteroiden sehr große Exzentrizität des Orbit ist ebenfalls eher typisch für einen periodischen Kometen.
Die Mission Deep Space 1 sah einen nahen Vorbeiflug vor, wegen technischer Schwierigkeiten konnte die Begegnung nicht stattfinden.